# Folke Johnson (seglare)
Folke Johnson, född 15 juni 1887 i Klara församling, Stockholm, död 20 februari 1962 i Sofia församling, Stockholm, var en svensk seglare och bankkassör.
Johnson seglade för KSSS. Han blev olympisk silvermedaljör i Stockholm 1912. 
Johnson var son till handlare Karl Johan Vilhelm Johnson och Anna Charlotta Küsell. Han var från 1920 gift med Ingrid Höglund (1893–1990). De hade en son Ulf F:son (1921–2007). Makarna Johnson är begravda på Norra begravningsplatsen utanför Stockholm.